# 蒙醫學

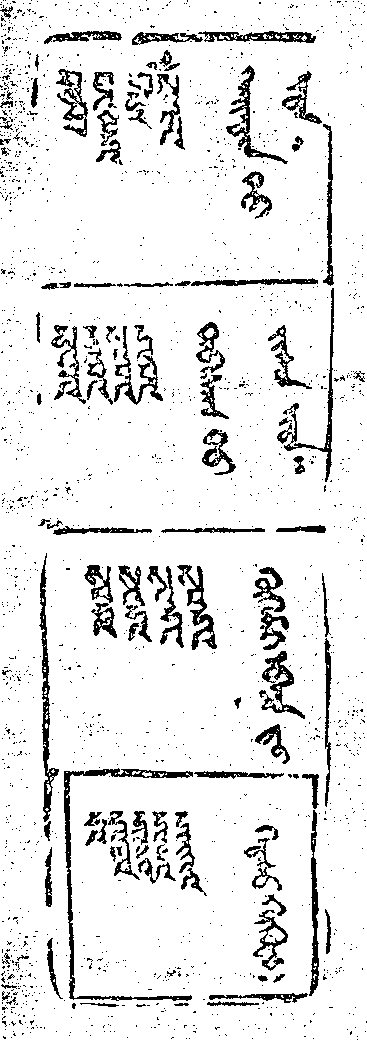
1920年代于东蒙古发现的医学食用符咒

蒙古族传统医学，简称蒙医学，是流傳在蒙古地方的一種傳統醫學，是蒙古民族医药学理论和治疗方法所形成的民族醫學。

## 起源
真實的起源以不可考，但相信其針灸、草藥、推拿等方式是漢朝以前與匈奴之間所交流下來的產物，结合蒙古人生活在高寒地区，多户外活动，多肉食的特点，发展了自己独特的优势，基本也是用草药、针灸、推拿等方法治病，其间也受汉族中医的影响很大，以前也掺杂着萨满教的迷信，如跳大神之类。

## 歷史
蒙醫學有一千多年的历史，但现在已经进行研究，去其糟粕，以求传统医学的现代化。如同中医学一样，蒙医学为中华人民共和国卫生行政部门承认的一种医学方法。

## 概要
蒙医药学认为人体是由三根、七营（指水谷精微、血、肉、脂、骨、髓、精）和三泄（便、汗、尿）构成的统一整体，其理论三根是以赫易（其性为气）、希日（其性为热，是体温和组织的热能）和巴达干（其性寒、湿，滋润皮肤、濡养组织器官、滑利关节的粘液物质）的相互关系，来解释人体生理病理现象。

## “蒙古大夫”
“蒙古大夫”有时也被指代庸醫。蒙医擅用猛药，而中国古代一些本身体质虚弱的达官贵人在接受蒙医治疗后往往效果不佳，“蒙古大夫”因此给人一种“恶治”的印象。一些蒙医医生对“蒙古大夫”一词表达过不满。因涉嫌冒犯少数民族，在中国大陆，用于形容庸医的“蒙古大夫”一词被禁止在正规媒体的新闻报道中使用。
成吉思汗嫡系出身的台灣電視節目主持人包國良說：「蒙古因為牛馬多，因此十位醫生裡，有八位是獸醫，醫人的只有兩位；因此，萬一你罵了人家是蒙古大夫，也等於說自己是獸類了。」

## 院校
- 内蒙古医科大学蒙医药学院
- 内蒙古民族大学蒙医药学院（通辽）
- 赤峰学院蒙医学院
- 呼伦贝尔职业技术学院蒙医蒙药系
- 乌兰察布医学高等专科学校蒙中医系
- 通辽职业学院医学系蒙医学专业
- 锡林郭勒职业学院医学系蒙医学专业
- 阜新高等专科学校蒙文系蒙医学专业